# Spokojnie
Spokojnie – trzeci album Kultu, wydany w 1988. Na płycie znalazły się przeboje radiowe „Do Ani” i „Arahja”. Na reedycji CD dodano utwór „Czarne słońca” – nagraną przez zespół piosenkę do filmu o tym samym tytule, do której powstał również teledysk z fragmentami filmu. Album jest uznawany za jedno z największych dokonań zespołu. Okładkę zaprojektował Jacek Pałucha. "Spokojnie" jest pierwszą polską płytą kompaktową z muzyką, wydaną w Polsce (Polton, CDPL-001).

## Lista utworów

### Wydanie winylowe Poltonu
| strona A | strona A                                          | strona A |
| Nr       | Tytuł utworu                                      | Długość  |
| -------- | ------------------------------------------------- | -------- |
| 1.       | „Patrz!” (słowa: Kazik Staszewski, muzyka: Kult)  | 3:10     |
| 2.       | „Arahja” (słowa: Kazik Staszewski, muzyka: Kult)  | 3:40     |
| 3.       | „Jeźdźcy” (słowa: Kazik Staszewski, muzyka: Kult) | 5:45     |
| 4.       | „Axe” (słowa: Kazik Staszewski, muzyka: Kult)     | 4:50     |
| 5.       | „Do Ani” (słowa: Janusz Grudziński, muzyka: Kult) | 5:10     |
|          |                                                   | 22:35    |

| strona B | strona B                                           | strona B |
| Nr       | Tytuł utworu                                       | Długość  |
| -------- | -------------------------------------------------- | -------- |
| 1.       | „Niejeden” (słowa: Kazik Staszewski, muzyka: Kult) | 4:16     |
| 2.       | „Landy” (słowa: Kazik Staszewski, muzyka: Kult)    | 4:15     |
| 3.       | „Tan” (słowa: Kazik Staszewski, muzyka: Kult)      | 12:14    |
| 4.       | „Wstać!” (słowa: Kazik Staszewski, muzyka: Kult)   | 1:47     |
|          |                                                    | 22:32    |

### Wydanie CD SP Records
| Nr  | Tytuł utworu                                            | Długość |
| --- | ------------------------------------------------------- | ------- |
| 1.  | „Czarne słońca” (słowa: Kazik Staszewski, muzyka: Kult) | 4:44    |
| 2.  | „Patrz!” (słowa: Kazik Staszewski, muzyka: Kult)        | 3:11    |
| 3.  | „Arahja” (słowa: Kazik Staszewski, muzyka: Kult)        | 3:40    |
| 4.  | „Jeźdźcy” (słowa: Kazik Staszewski, muzyka: Kult)       | 5:50    |
| 5.  | „Axe” (słowa: Kazik Staszewski, muzyka: Kult)           | 4:56    |
| 6.  | „Do Ani” (słowa: Janusz Grudziński, muzyka: Kult)       | 5:15    |
| 7.  | „Niejeden” (słowa: Kazik Staszewski, muzyka: Kult)      | 4:17    |
| 8.  | „Landy” (słowa: Kazik Staszewski, muzyka: Kult)         | 4:15    |
| 9.  | „Tan” (słowa: Kazik Staszewski, muzyka: Kult)           | 12:14   |
| 10. | „Wstać!” (słowa: Kazik Staszewski, muzyka: Kult)        | 1:47    |
|     |                                                         | 50:09   |

## Wykonawcy
- Kazik Staszewski – śpiew
- Piotr Morawiec – gitara
- Janusz Grudziński – gitara, syntezator, wibrafon
- Ireneusz Wereński – gitara basowa
- Paweł Szanajca – saksofon
- Krzysztof Banasik – waltornia, trąbka, kontrabas
- Tadeusz Kisieliński – perkusja

oraz gościnnie:
- Marek Jaszczur – harmonijka ustna
- Sławomir Pietrzak – gitara elektryczna
- Jerzy Pomianowski – tabla